# Ramp
Os R.A.M.P. são uma banda portuguesa de thrash metal, formada em 1988, no concelho do Seixal.
Dos elementos clássicos da formação apenas restam Ricardo Mendonça (guitarra) e Rui Duarte (voz).
Com 9 discos editados, os R.A.M.P. mostram ser uma força da natureza, o que os mantém como uma das bandas de referência da música pesada feita em Portugal.

## História
Conhecidos como o best kept secret da cena Metálica Portuguesa, os R.A.M.P. estabeleceram novos padrões para todo o movimento da música pesada neste pequeno, mas, excitante e talentoso País.
O primeiro riff nasceu em 1988 e é desde esse longínquo ano que os vários caminhos musicais e artísticos percorridos pelos R.A.M.P. revelaram uma banda multifacetada – a marca maior que os leva a querer sempre ir mais longe.
Buscando constantemente mais e maior qualidade como principal condição de vida, conseguiram atingir uma reconhecida reputação em estúdio e sobretudo ao vivo, onde assinam apresentações demolidoras.
O primeiro registo discográfico aconteceu no ano de 1992 através da Multinacional PolyGram.
“Thoughts” foi considerado pelo mítico radialista António Sérgio uma verdadeira pedrada no charco, a partir do qual a música pesada em Portugal nunca mais seria igual.
O mote foi dado com a mítica abertura feita pela banda no Dramático de Cascais aos pesos pesados Sepultura.
Em 1995 com o seu segundo disco “Intersection” os R.A.M.P. foram a primeira banda de metal portuguesa a atingir o top de vendas – milhares de cópias foram vendidas numa época em que poucos acreditavam que uma banda de Thrash metal o pudesse fazer.
Tornaram-se presença assídua nos grandes festivais e tocaram nos mesmos palcos que Metallica, Iron Maiden, Tool, Sepultura, Alice Cooper, Fear Factory, Motorhead, Paradise Lost, Slayer, Manowar, Angra, Ill Niño, Drowning Pool, Exploited, Benediction, Dismember, Ratos de Porão, Rollin´s Band, Monster Magnet, etc.
O seu terceiro trabalho "EDR" viu a luz do dia em 1998 tendo sido gravado em Nottingham (Inglaterra) nos Square Centre Studios e produzido por Simon Efemey.
O tema “For a While” foi um êxito radiofónico, ficando entre as dez melhores músicas do ano na Rádio Comercial.
Sendo os R.A.M.P. pioneiros foram a primeira banda de Metal Portuguesa a editar um CD ao vivo.
O lançamento deste CD duplo, no final de 1999, reuniu 18 temas dos três álbuns de originais e foi gravado no Seixal, durante o espectáculo de comemoração do décimo aniversário da banda.
No ano de 2003 resolveram fazer a aposta numa nova abordagem. Assumindo todos os riscos de produção e edição demonstram a toda a gente que, uma banda poderia controlar todos os aspectos do seu trabalho e ser completamente independente.
"Nude" foi um passo gigantesco contra toda o poder da indústria musical, uma afirmação de força e vitalidade mais uma vez inspiradora para toda uma nova vaga de músicos que tentavam encontrar o seu espaço.
Com um Layout Gráfico soberbo este cd foi um grito de revolta com uma maturidade incrível de arranjos e subtilezas.
Em 2005 editam "Planet Earth" e acontece a primeira mudança de line-up dos R.A.M.P..
Com a produção mais uma vez a cargo da banda e contendo igualmente uma secção multimédia com várias surpresas, este EP marca uma nova etapa.
O contacto directo com os fãs é a aposta e para isso é montada em Portugal uma “Planet Earth Tour” de 15 datas em espaços reduzidos, de maneira a fazer concertos intimistas. Os EP’s não entram no circuito normal comercial e são vendidos apenas nos espectáculos ao vivo e no Site da banda. Mais uma vez os Ramp acreditam naquilo que lhes é mais precioso: a sua vontade de abanar as consciências e estar perto do seu público, que tanto respeita.
O seu 5 álbum de originais sai no ano de 2009. Mais uma vez assumem a produção sendo a mistura feita pelo produtor sueco Daniel Bergstrand e masterizado por Jim Brick em Nova Iorque.
Nesse ano tocaram pela segunda vez com Metallica, ao lado de Slipknot, Machine Head, Lamb of God e Mastodont.
Registam mais mudanças na sua formação, mas, marcam presença no Rock in Rio em 2010 e 2012.
Na celebração dos 25 anos de carreira (2013) , e utilizando as palavras do vocalista Rui Duarte, impunha-se uma “… recapitulação da experiência e dos momentos…” dos R.A.M.P..
XXV 1988-2013 é isso e muito mais: um CD duplo que nos leva numa viagem pela carreira dos R.A.M.P..
No CD1 entre os 18 temas selecionados pela Banda encontramos os hinos que construíram a reputação dos R.A.M.P.: “Hallelujah”, “For a While”, “Alone”, “Black Tie”, “All Men Taste Hell”, e o seminal “Thoughts”.
O CD2 oferece 15 temas maioritariamente inéditos: 6 versões acústicas de algumas das mais emblemáticas canções dos R.A.M.P. (“Alone”, “So You Say”, “For a While”) e 9 versões eléctricas de canções que marcaram a carreira da Banda, com destaque para as nunca antes gravadas “I Ran” (A Flock Of Seagulls), “It’s The End Of The World As We Know It (And I Feel Fine)” (REM), “Deliverance” (The Mission), “Fuck You” (Wild Dogs), “We’re Not Gonna Take It” (Twisted Sister) e “Walk Like An Egyptian” (Bangles) um dos hinos dos R.A.M.P. que sempre marcou os Espectáculos ao vivo
Em 2022, depois de dois anos de pandemia e de mais mudanças de Line-up lançam o seu último ataque sonoro.
Mais do que um álbum, "Insidiously" torna-se numa prova de vida e de experiências em cujo processo de concepção foi considerado pelos próprios como tendo sido o mais violento até ao momento na história da banda.
Apanhando a critica musical de surpresa os R.A.M.P. esgotam a sua data de lançamento com mais um concerto explosivo que veio fazer desvanecer qualquer dúvida sobre a vitalidade da sua nova formação.
Com 9 discos editados, os R.A.M.P. mostram ser uma força da natureza, o que os mantém como uma das bandas de referência da música pesada feita em Portugal.

## Membros
Atuais
- Rui Duarte (vocais)
- Ricardo Mendonça (guitarra)

Ex-Membros
- Miguel Fernandes
- João Sapo
- Tó Zé
- Caveirinha
- Tó Pica
- José Sales
- Paulo Martins

## Discografia

### Álbuns
- Thoughts (1992)
- Intersection (1995)
- Evolution, Devolution, Revolution (1998)
- Evolution, Devolution, Revolution + Acoustics (1998)
- Ramp…Live (álbum duplo, 1999)
- Nude (2003)
- Visions (2009)
- XXV 1988-2013 (compilação, 2013)[2]
- Insidiously (2022)

### EP
- Planet Earth (2005)

### CD single
- Black Tie (Grey Snow Mix) (1996)
- Alone (2003)